# Zagajnik (Częstochowa)
Zagajnik – osiedle w Częstochowie wchodzące w skład dzielnicy Wyczerpy-Aniołów. Jest to niewielkie osiedle usytuowane w północnej części dzielnicy, niedaleko Rząsawy, zachowujące częściowo rolniczy charakter.